# Thalassophobie
Als Thalassophobie (von altgriechisch θάλασσα thálassa, deutsch ‚Meer‘, und φόβος phóbos, deutsch ‚Furcht‘) wird die Angst vor größeren oder tieferen Gewässern wie dem Meer, Ozeanen oder Seen oder auch vor der Seefahrt bezeichnet. Angst vor Wasser selbst wird demgegenüber Aquaphobie genannt. In krankhaft gesteigerter Form erschwert Thalassophobie für Betroffene mit der See verbundene Tätigkeiten. Daneben wird der Begriff auch gelegentlich verwandt, um im Binnenland lebende antike Völker zu charakterisieren, die – im Gegensatz zu den an der Küste lebenden Seefahrervölkern der Thalassokratien – von der Seefahrt Abstand nahmen oder sich ihr nur zögerlich zuwandten.
Die Furcht vor der Tiefe wird auch in der populären Literatur und Kunst als Motiv des Grauens aufgegriffen.